# شهرستان مسراخ
المسراخ (به عربی: المسراخ) یک ناحیه در یمن است که در استان تعز واقع شده‌است.

## خصوصیات
المسراخ ۱۱۲٬۶۵۳ نفر جمعیت دارد.